# Holotrichia heteropyga
Holotrichia heteropyga är en skalbaggsart som beskrevs av Moser 1913. Holotrichia heteropyga ingår i släktet Holotrichia och familjen Melolonthidae. Inga underarter finns listade i Catalogue of Life.